# Naturalizm biologiczny
Naturalizm biologiczny – stanowisko w filozofii umysłu podkreślające biologiczny charakter stanów umysłowych. Zwolennicy tego poglądu chcą uniknąć zarówno zajmowania stanowisk materialistycznych jak i dualistycznych.
Zdaniem Johna Searle'a naturalizm biologiczny lansuje następujące tezy dotyczące świadomości:
1. Stany świadomościowe, z ich subiektywną, pierwszoosobową ontologią, są realnymi zjawiskami w realnym świecie. Nie możemy przeprowadzać redukcji eliminatywnej świadomości, wskazując, że jest ona tylko iluzją. Nie można redukować też redukcja świadomości do jej bazy neurobiologicznej, ponieważ taka trzecioosobowa redukcja pomija pierwszoosobową ontologię świadomości.
2. Stany świadomościowe są powodowane całkowicie przez niższego rzędu neurobiologiczne procesy w mózgu. Stany świadomościowe, są zatem przyczynowo redukowalne do neurobiologicznych procesów. Nie mogą istnieć samodzielnie, niezależnie od neurobiologii.
3. Stany świadomościowe są realizowane u mózgu jako własności systemu mózgowego, a zatem istnieją na poziomie wyższym niż neurony i synapsy. Indywidualne neurony nie są świadome, lecz porcje systemu mózgowego złożone z neuronów są świadome.
4. Ponieważ stany świadome są realnymi cechami realnego świata, działają przyczynowo.